# Врублевська Валентина Борисівна
Валентина Борисівна Врублевська (нар. 3 жовтня 1944, місто Київ) — радянська комсомольська діячка, секретар ЦК ЛКСМУ, заступник міністра культури УРСР. Професор Державної академії керівних кадрів культури і мистецтв.

## Біографія
У 1961—1964 роках — старша піонервожата середньої школи міста Києва.
У 1964—1967 роках — методист Будинку піонерів і школярів у Києві.
Член КПРС.
З 1967 року перебувала на відповідальній комсомольській роботі.
У 1968 році закінчила Київський державний педагогічний інститут імені Максима Горького.
У вересні 1973 — січні 1984 року — секретар ЦК ЛКСМУ.
У 1984—1992 роках — заступник міністра культури Української РСР (України).
Одночасно з 1990 року — заступник голови Всеукраїнської спілки краєзнавців.
З 1992 року працювала доцентом Інституту підвищення кваліфікації працівників культури в Києві.
У 1993—2000 роках — заступник голови Національної комісії з питань повернення в Україну культурних цінностей при Кабінеті міністрів України.
З 2000 до 30 вересня 2004 року — заступник голови Державної служби контролю за переміщенням культурних цінностей через державний кордон України.
З 2004 року — професор Державної академії керівних кадрів культури і мистецтв у Києві.

## Нагороди та відзнаки
- два ордени «Знак Пошани» (1976, 1980)
- медалі
- Заслужений працівник культури України (16.09.1997)